# The North Face
The North Face (englisch für ‚Die Nordwand‘) ist eine auf Outdoor-Bekleidung spezialisierte Marke des US-amerikanischen Unternehmens VF Corporation insbesondere für Jacken, Fleece-Produkte, Schuhe, Zelte und Rucksäcke.

## Geschichte
Das Unternehmen wurde 1966 in San Francisco von Susie und Douglas Tompkins gegründet. Ursprünglich hatte Tompkins eine Bergsportschule gegründet, zu der er ein Ladengeschäft für Bergsteigerausrüstung in North Beach in San Francisco betrieb. 1968 zog der Laden ans östliche Ufer der San Francisco Bay nach Berkeley und begann mit der Produktion der hauseigenen Marke The North Face. Der Name spielt mit der Assoziation, dass auf der Nordhalbkugel die Nordwand eines Berges die härteste, am schwierigsten zu bewältigende ist. Das Logo ist der markanten Felssilhouette des Half Dome im Yosemite-Nationalpark nachempfunden.
Tompkins verkaufte die Firma 1968 und begann mit dem Aufbau der Marke Esprit Holdings Limited. Der derzeitige Eigentümer von The North Face ist die US-amerikanische Bekleidungsfirma VF Corporation.
Im Januar 2021 brachte The North Face eine Zusammenarbeit mit dem italienischen Luxusmodehaus Gucci auf den Markt.

## Unternehmensverantwortung
Im November 2004 testete die Stiftung Warentest 14 Funktionsjacken und befragte die Firmen nach ihrer Unternehmensverantwortung. Für The North Face wurde festgestellt, dass es „Ansätze“ gibt, die Jacken fair, sozial und ökologisch korrekt zu produzieren.
Im August 2012 veröffentlichte die Stiftung Warentest erneut einen Test von Funktionsjacken. Das CSR-Engagement wurde diesmal mit 'mangelhaft' bewertet.

## Kontroversen
2019 ersetzte die Werbeagentur Leo Burnett im Auftrag von The North Face die Artikelbilder zahlreicher Wikipedia-Artikel mit Bildern, auf denen das Logo des Unternehmens prominent zu sehen war. Das Ziel dieser Aktion war es, in den Google-Suchergebnissen möglichst gut positioniert zu sein. Nach Bekanntwerden wurden die Bilder von Wikipedia-Autoren aus den Artikeln wieder entfernt. Die Wikimedia Foundation kritisierte den Versuch der Positionierung von Schleichwerbung.